# Владычно (Лужский район)
Владычно — деревня в Володарском сельском поселении Лужского района Ленинградской области.

## История
Впервые упоминается в писцовых книгах Шелонской пятины 1571 года, как деревня Владычна на озере Врево, в Дремяцком погосте Новгородского уезда.
На карте Санкт-Петербургской губернии Ф. Ф. Шуберта 1834 года, она обозначена как деревня Владышно.

ВЛАДЫЧКИНО — деревня принадлежит генерал-адъютантше Софье Храповицкой, число жителей по ревизии: 25 м. п., 27 ж. п.

и генералу от кавалерии Николаю Бороздину, число жителей по ревизии: 11 м. п., 12 ж. п. (1838 год)

Деревня Владышно отмечена на карте профессора С. С. Куторги 1852 года.

ВЛАДЫЧНО — деревня господ Храповицкого и Бороздина, по просёлочной дороге, число дворов — 5, число душ — 10 м. п. (1856 год)

ВЛАДЫЧНО (ВЛАДЫКИНО) — деревня, число жителей по X-ой ревизии 1857 года: 12 м. п., 10 ж. п.

ВЛАДЫЧНО — деревня владельческая при озере Врево, число дворов — 2, число жителей: 9 м. п., 11 ж. п. (1862 год)

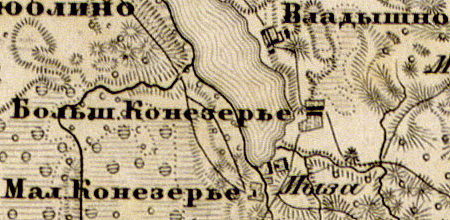
Деревня Владычно на карте 1863 года

Согласно карте из «Исторического атласа Санкт-Петербургской Губернии» 1863 года деревня называлась Владышно.
В 1871 году временнообязанные крестьяне деревни выкупили свои земельные наделы у О. Н. Мосоловой и стали собственниками земли.
Согласно подворной описи 1882 года:

ВЛАДЫЧНО (ВЛАДЫКИНО) — деревня Конезерского общества Городецкой волости

домов — 7, душевых наделов — 12, семей — 6, число жителей — 21 м. п., 19 ж. п.; разряд крестьян — собственники

Согласно материалам по статистике народного хозяйства Лужского уезда 1891 года, имение при селении Владыкино площадью 37 десятин принадлежало отставному фейерверкеру М. Михайлову, имение было приобретено в 1877 году за 450 рублей.
В XIX веке деревня административно относились к Городецкой волости 5-го земского участка 2-го стана Лужского уезда Санкт-Петербургской губернии, в начале XX века — 4-го стана.
По данным «Памятной книжки Санкт-Петербургской губернии» за 1905 год деревня Владычно входила в Конезерское сельское общество.

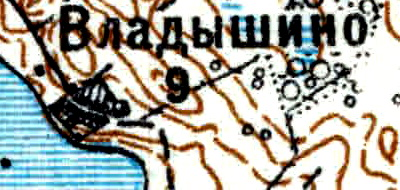
План деревни Владычно. 1926 год

Согласно топографической карте 1926 года деревня называлась Владышино и насчитывала 9 дворов.
По данным 1933 года деревня Владычно входила в состав Конезерского сельсовета Лужского района.
По данным 1966 года деревня Владычно входила в состав Городецкого сельсовета.
По данным 1973 и 1990 годов деревня Владычно входила в состав Володарского сельсовета.
В 1997 году в деревне Владычно Володарской волости проживали 12 человек, в 2002 году — 11 человек (все русские).
В 2007 году в деревне Владычно Володарского СП проживали 10 человек.

## География
Деревня расположена в южной части района к северу от автодороги 41К-685 (Конезерье — Святьё).
Расстояние до административного центра поселения — 4 км.
Расстояние до ближайшей железнодорожной станции Луга — 27 км.
Деревня находится на восточном берегу озера Врево.

## Демография
| 1838 | 1862 | 1997 | 2007 | 2010 | 2017 |
| ---- | ---- | ---- | ---- | ---- | ---- |
| 75   | ↘20  | ↘12  | ↘10  | ↗16  | ↘7   |